# Марс 2
Марс 2 е автоматична космическа сонда от програма Марс, серия от автоматични орбитални апарати и спускаеми модули, изстреляни от Съветския съюз през 70-те години на 20 век. Мисиите Марс 2 и Марс 3 съдържат идентични космически апарати, всеки с орбитален апарат и прикрепен спускаем модул. Изстреляни са с ракета Протон К с ускорителен блок – Блок Д. Спускаемият модул на Марс 2 става първият обект с човешки произход на повърхността на Марс.

## Преглед на мисията
- Изстрелване
  - Марс 2: 19 май 1971 г. в 16:22:44 UTC
- Маса при изстрелване (заедно с горивото)
  - Комбинирано – 4650 kg
  - Орбитален апарат – 3440 kg
  - Спускаем модул – 1210 kg
- Сухо тегло по време на полет – 2265 kg
- Размери:
  - височина – 4,1 m
  - широчина – 2 m
  - широчина с разпънати слънчеви панели – 5,9 m

## Орбитален апарат
Основните цели на орбиталния апрат са заснемане на марсианскитата повърхност и облаци, определяне на температурата на Марс, изучване на топографията и чертите на повърхността, измерване свойствата на атмосферата, наблюдение на слънчевия вятър и междупланетното и марсианското магнитно поле, както и предаване на информацията постъпваща от спускаемия модул, към Земята.
По случайност относително силна прашна буря на Марс оказва неблагоприятно виляние върху мисията. Когато на 14 ноември 1971 г. Маринър 9 влиза в орбита около Марс, само две седмици преди Марс 2 и Марс 3, учените са изненадани да видят така плътна марсианската атмосфера, „роба от прах ширеща се върху планетата, най-голямата наблюдавана буря“. Повърхността на планетата е била изцяло закрита. Поради невъзможност за препрограмиране на бордовите компютри, Марс 2 и 3 освобождават спускаемите си модули веднага и орбиталните им апарати използват значителна част от ресурсите си за заснемане на снимки единствено с пращни облаци вместо картографиране на повърхността, както е било предвидено.
Марс 2 изпраща информация покриваща периода декември 1971 г. до март 1972 г., въпреки че предаванията продължават до август. Обявено е че Марс 2 и Марс 3 са изпълнявали своите мисии до 22 август 1972 г., и са направили 362 обиколки около Марс. Изпратени са общо 60 снимки. На тях се виждат планини с височина до 22 km, атомен водород и кислород в горната атмосфера, температури на повърхността в диапазон -110 °C до +13 °C, атмосферно налягане от порядъка на 0,55 до 0,6 kPa, съдържание на водни изпарения в атмосферата около 5000 пъти по-малко от съдържанието им в атмосферата на Земята, йоносфера започваща от височина от 80 до 110 km и облаци от прашните бури издигащи се на 7 km в атмосферата. Получената информация и снимки правят възможно създаването на релефни карти и предоставят информация за марсианската гравитация и магнитно поле. Орбиталният апарат остава в орбита около Марс.

## Спускаем модул

### Сблъсък с марсианската повърхност
На 27 ноември 1971 г. поради неизправност в бордовия компютър, спускаемият модул навлиза в марсианската атмосфера неправилно и в резултат се разбива в марсианската повърхност с координати 45° ю. ш. 313° з. д. / 45° ю. ш. 313° з. д.
След сблъсъка не е установен контакт.

### Конструкция на спускаемия модул
Спускаемия модул на Марс 2 е монтиран върху орбиталния апарат на обратната страна на ракетните двигатели. Съставен е от спускаема капсула с диаметър 1,2 m и коничен аеродинамичен спирачен щит с диаметър 2,9 m, парашутна система и ретро ракети за омекотяване на кацането.
Цялата маса на спускаемия модул, заедно с горивото е 1210 kg, от които 358 kg са теглото на сферичната спускаема капсула. Автоматична контролна система от газови микро-двигатели и херметизирани азотни контейнери е осигурявала контрола на височината. Четири „барутни“ двигатели са монтирани по външния ръб на конуса за да контролират курса.
Главният и допълнителният парашути, двигателя за кацането и висотомера са монтирани на най-горното отделение на спускаемия модул. Използвана е пяна за да се абсорбира удара при кацането спускаемия модул на повърхността. Спускаемата капсула има четири триъгълни венчелистчета, които ще се разтворят след кацане за да се изправи модулът и да се извади научното оборудване.
Спускаемия апарат е оборудван също с две камери способни да заснемата повърхността с изглед от 360 градуса, както и с масспектрометър за изчуване състава на атмосферата, температурата, и налягането. Оборудването включва още сензори за вятър, устроийства за изучване на механичните и химичните свойства на повърхността, както и механично гребло за търсене на органичен материал и признаци на живот. Спускаемата капсула носи със себе си и орнамент с герба на СССР.
Четири антени стърчат от сферичния апарат, които ще осигуряват връзка с орбиталния апрат посредством бордова радиосистема. Цялото научване оборудване се захранва от батерии заредени преди отделянето на спускаемия модул от орбиталния апарат. Температурният контрол се поддържа от термална изолация и система от радиатори. Спускаемата капсула е стерилизирана преди изстрелането за да се предотвърти евентуално замърсяване на марсианската повърхност.

### Марсоход ПрОП-М
На борда на спускаемия модул на Марс 2 има малък марсоход с тегло 4,5 kg, който е трябвало да се придвижва по повърхността на ски, докато е свързан с 15 метров кабел за спускаемия модул. Два малки метални пръта са използвани за автономно преодоляване на препятствия, тъй като дистационен контрол от Земята би отнело твърде много време докато радио сигналите стигнат до марсохода. Проп-М е носел също динамичен пенетрометър и радиационен денситометър.
Марсохода е имал кубична форма с малка издатина в центъра. Конструкцията му е поддържана от две плоски ски, чието издигане една по една води до придвижване на ПрОП-М по марсианската повърхност. В предната част марсохода разполага с детектори за препятствия.
Планирало се е марсохода да бъде поставен на повърхността след кацане с помощта на ръчен маниполатор, след което да се придвижи пред обектива на камерите, като спира за да прави измервания на всеки 1,5 m. Следите от движението му също е трябвало да се запишат за да се определят свойствата на почвата.
Поради разбиването на спускаемия модул, марсохода не е използван.

### Навлизане, спускане и сблъсък с повърхността
Спускаемият модул се отделя от орбиталния апарат на 27 ноември 1971 г., около 4 часа и 30 минути преди да достигне марсианската повърхност. След навлизане в атмосферата с приблизителна скорост 6 km/s, системата за спускане се поврежда, най-вероятно поради острия ъгъл на навлизане. Последователността при спускането не е продължила по план и парашута не се е разпънал. Спускаемия модул от мисия Марс 2 става първият обект с човешки произход на Марс. Точното място на кацане не е определено.